# Scorpiops kamengensis
Espèce
Synonymes
- Euscorpiops kamengensis Bastawade, 2006

Scorpiops kamengensis est une espèce de scorpions de la famille des Scorpiopidae.

## Distribution
Cette espèce est endémique d'Arunachal Pradesh en Inde. Elle se rencontre dans le district du Kameng occidental.

## Description
La femelle holotype mesure 42,75 mm.

## Systématique et taxinomie
Cette espèce a été décrite sous le protonyme Euscorpiops kamengensis par Bastawade en 2006. Elle est placée dans le genre Scorpiops par Kovařík, Lowe, Stockmann et Šťáhlavský en 2020.

## Étymologie
Son nom d'espèce, composé de kameng et du suffixe latin -ensis, « qui vit dans, qui habite », lui a été donné en référence au lieu de sa découverte, le district du Kameng occidental.

## Publication originale
- Bastawade, 2006 : « Arachnida: Scorpionida, Uropygi, Schizomida and concopodid opiliones (Chelicerata). » Fauna of Arunachal Pradesh, Part 2, State Fauna Series 13, Zoological Survey of India, p. 449-465.